# Marc Opi Capitó
Marc Opi Capitó (en llatí: Marcus Oppius Capito) va ser un militar romà del segle i aC. Formava part de la gens Òpia, una antiga gens romana d'origen plebeu.
Va servir a l'exèrcit de Marc Antoni sobre l'any 40 aC, i és citat com a propretor i com a praefectus classis l'any 36 aC. Plini el Vell parla d'un Opi Capitó, segurament aquest mateix, de qui diu que tenia el rang pretorià, cosa que confirmaria que va ser pretor, i que patia d'un càncer d'estómac.